# Aconitum karakolicum
Aconitum karakolicum är en ranunkelväxtart som beskrevs av Rapaics. Aconitum karakolicum ingår i släktet stormhattar, och familjen ranunkelväxter. Utöver nominatformen finns också underarten A. k. patentipilum.